# Илек (приток Юрюзани)
Иле́к (баш. Илек) — река на Южном Урале, протекает в Ашинском районе Челябинской области и в Салаватском районе Республики Башкортостан, левый приток реки Юрюзань. Длина — 26 км.

## География
Начинается в елово-берёзовом лесу на южном склоне хребта Каратау. Течёт сначала на юго-восток через лес, затем в восточном направлении по открытой местности через населённые пункты Илек, Гусевка, Покровка, Черепаново и Бычковка. Впадает в Юрюзань слева в 167 км от устья на высоте 244 метра над уровнем моря.
Основные притоки — Сикияз (лв), Селияз (лв), Сиделька (пр), Средний (пр).
Река Илек упоминается в Энциклопедическом словаре Брокгауза и Эфрона: По Юрюзани и её притокам Катаву (103 версты длиной), Илеку (21 верста) и Минке расположены горные заводы.

## Этимология
По мнению И. Н. Шувалова название происходит от башкирского слова илек — «косуля», «дикая коза» либо напрямую, либо через посредство именования башкирской родовой группы илек или древнего башкирского мужского имени Илек. Башкиры словом илек называли диких коз, которые обитают в лесных и горных местностях Башкортостана. В степных же просторах, особенно к югу от Урала и Илека, водилось множество сайгаков, которых башкиры, кочевавшие в этих местах в течение длительного времени, тоже называли словом «илек» («коза, степная коза»). Так топоним илек распространен в названиях водных объектов, сёл и объектах рельефа в Башкортостане, Оренбургской области России и Актюбинской области Республики Казахстан, среди которых: Илек и Илекей («Косуля»), Илектау, Илектетау и Илекты («Гора косуль»). Такое же название носит протекающая в Оренбургской области и Актюбинской области трансграничная река, левый приток реки Урал, а также село в Оренбургской области — административный центр Илекского района.

## Данные водного реестра
По данным государственного водного реестра России относится к Камскому бассейновому округу, водохозяйственный участок реки — Уфа от Нязепетровского гидроузла до Павловского гидроузла, без реки Ай, речной подбассейн реки — Белая. Речной бассейн реки — Кама Код водного объекта — 10010201112111100023484